# ジョアン・コスタ
ジョアン・パウロ・サントス・ダ・コスタ（João Paulo Santos da Costa、1996年2月2日 - ）は、ポルトガル・バルセロス出身のサッカー選手。レアル・ムルシア所属。ポジションはGK。